# Ginoid
Ginoid (od grč. gynēka - žena) je izraz koji se koristi kao naziv za robota konstruiranog tako da izgleda kao žena, za razliku od androida napravljenoga prema uzoru na muškarca. Izraz se ne upotrebljava često, a "android" se često koristi u značenju oba spola.